# Massmedier i Sverige

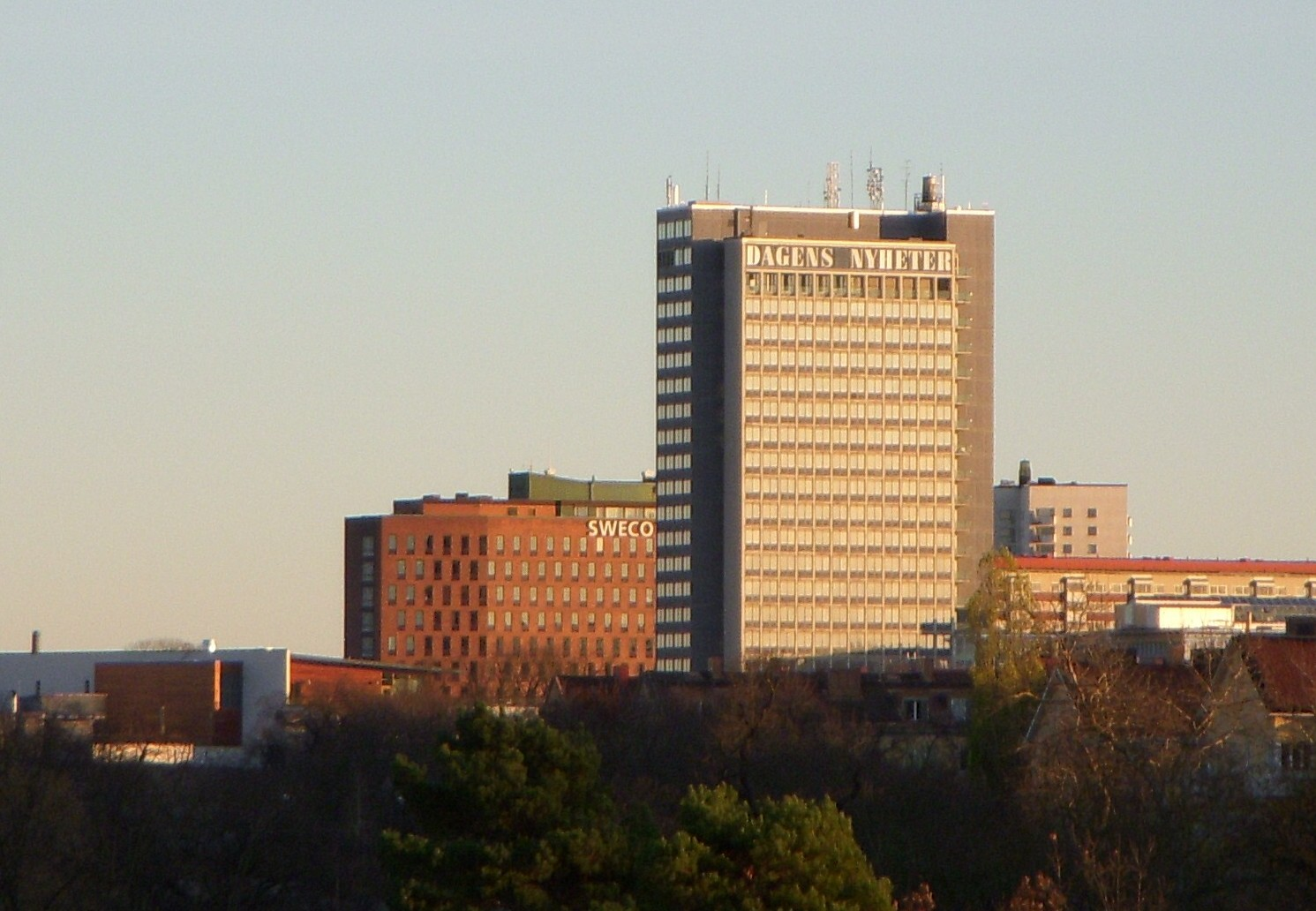
DN-skrapan och Svenska Dagbladets tidigare byggnad.

"Jag tror att vi lever i en tid som är ohyggligt fixerad vid person och det styrs av media utifrån dramaturgin, löpsedeln, 30-sekundersinslaget,

det tillspetsade, personkonflikten. Aldrig bakgrund, aldrig sak utan det är personen och kan man få till stånd någon slags konflikt omkring hur

någon människa ser ut, eller påstås ha sett ut, så är det så ohyggligt mycket intressantare att lyfta fram så till sist skymmer det allting annat.

Vi lever i en sådan tid. Media är snuskigt och inte minst våra kvällstidningar anför ju detta men tyvärr så sprider sig ju ringarna på vattnet.

Jag känner mig dyster när jag ser detta."

— Dåvarande statsminister Göran Persson, november 2005
Massmedier i Sverige är starka så till vida att svenska folket är bland dem som ägnar mest tid åt mediekonsumtion i världen.[källa behövs] Svenska medier regleras av tryckfrihetsförordningen (TF), som i sin första version kom 1766, och yttrandefrihetsgrundlagen (YGL). I korthet garanterar de etableringsfrihet, censurförbud, anonymitets- och meddelarskydd och rätten att ta del av myndigheters handlingar genom offentlighetsprincipen. Rättsfall som rör TF avgörs, till skillnad mot andra rättegångar, av en jury. TF och YGL omfattar alla som har ansökt om så kallat utgivningsbevis, vilket även privatpersoner som exempelvis bloggare kan göra.
Vad gäller samhällets förhållande till medierna har Sverige en ”blandmodell” mellan ren marknadsekonomi och självreglering å ena sidan, och vissa normer och regler om mediers samhällsansvar, genom till exempel sändningstillstånden som styr public servicebolagen, å andra sidan.
Svenska massmedier är koncentrerade till några stora aktörer – framför allt Förvaltningsstiftelsen för SVT, SR och UR, Bonnierkoncernen, Schibsted, Stenbecksfären (Kinnevik), Stampen samt Mittmedia. Andra medieägare är Egmont och LO.

## TV

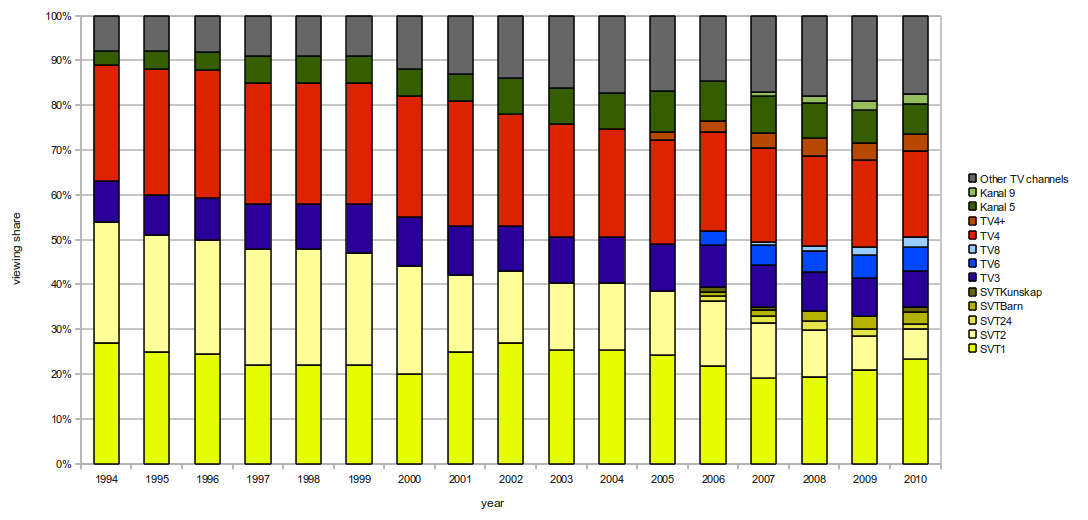
Tittartidsandelar i Sverige 1994-2010

- 1923: Skotten John Logie Baird konstruerar ett system som kan överföra bilder. Tekniken blandas med Philo Taylor Farnsworths uppfinningar. Televisionen är uppfunnen.
- 1956: Regelbundna TV-sändningar börjar i Sverige.
- 1957: Första satelliten som kan förmedla TV-program (Telstar) skjuts upp.
- 1962: Första direktsändningen i TV via satellit
- 1965–67: Kriget i Vietnam kommer genom tv in i vardagsrummen
- 1967: Färg-TV-sändningar
- 1969: Apollo 11:s månfärd och de första människorna på månen direktsänds i TV
- 1987: TV3 (med reklam) sänds via satellit från London till Sverige, Norge och Danmark
- 1990: TV4 blir den första reklamkanalen som baseras i Sverige
- 1990: Ett 30-tal kanaler blir tillgängliga via kabel-TV och satelliter
- 1992: Yttrandefrihetsgrundlagen, ny lag som värnar yttrandefriheten i radio och tv